# Мусаев, Магомед Саварбекович
Магоме́д Саварбе́кович Муса́ев (род. 11 марта 1989, Малгобек, Чечено-Ингушская АССР) — российский и киргизский борец вольного стиля, серебряный призёр Азиатских игр (2014 и 2018), чемпион (2012) и многократный призёр чемпионатов Азии (2014—2017).

## Биография
Участник Олимпийских игр 2012 года (занял 7 место). Отобрался на Олимпийские игры 2016 года в Рио-де-Жанейро. На Олимпиаде 2016 года дошёл до четвертьфинала, где проиграл украинскому борцу Валерию Андрейцеву и занял итоговое 9 место.

## Достижения
- Чемпионат Кыргызстана 2019 года — ;
- Кубок Рамзана Кадырова 2015 года — ;
- Кубок Рамзана Кадырова 2011 года — ;
- Турнир «Али Алиев» 2015 года — ;
- Гран-при Париж 2015 года — ;
- Турнир «Александр Медведь» 2014 года — ;
- Турнир «Александр Медведь» 2012 года — ;
- Турнир «Александр Медведь» 2011 года — .